# Shannon of the Sixth
Shannon of the Sixth è un film muto del 1914 diretto da George Melford.
La sceneggiatura si basa su Shannon of the Sixth, lavoro teatrale di Edward E. Kidder andato in scena a Broadway il 3 gennaio 1898, una storia ambientata in India, all'epoca della rivolta dei Sepoy del 1857.

## Trama
In India, nel 1857, Ram, il sommo sacerdote, incita il popolo a rovesciare i britannici. Il generale Kimber manda il capitano Arlington e il tenente Shannon a sedare la rivolta. I due ufficiali sono rivali essendo entrambi innamorati di Dora, la figlia del generale, che ama Shannon, provocando in questo modo la gelosia del capitano. Quando i soldati indigeni si rivoltano contro gli ufficiali britannici, Arlington fugge preso dal panico mentre Shannon raduna i propri uomini. Ma ormai è tardi e gli indiani vincono la battaglia. Il tenente, cedendo alle suppliche delle donne inglesi, fa saltare l'arsenale delle munizioni dove sono asserragliati. Arlington, credendo che Shannon sia morto, porta la notizia della sconfitta a Kimber. Il re di Delhi prende prigioniera Dora e Surrada - la sua serva che è anche l'amante di Arlngton - fugge per informare Kimber. Il generale manda Arlington per salvare la figlia. Il capitano e Sarrada si fermano in un tempio dove il capitano ruba una pietra sacra: gli indigeni, furiosi, si mettono a inseguirlo per uccidere il profanatore. Shannon, intanto, che è riapparso vivo, riesce a salvare la fidanzata rapita.

## Produzione
Il film fu prodotto dalla Kalem Company.

## Distribuzione
Distribuito dalla General Film Company, il film uscì nelle sale cinematografiche USA il 9 luglio 1914. In Danimarca, fu ribattezzato con il titolo Løjtnant Shannon af 'Sjette'.
Non si conoscono copie ancora esistenti della pellicola che viene considerata presumibilmente perduta.